# (474097) 2016 LA7
(474097) 2016 LA7 es un asteroide perteneciente al cinturón de asteroides, descubierto el 10 de febrero de 2010 por el equipo del Spacewatch desde el Observatorio Nacional de Kitt Peak, Arizona, Estados Unidos.

## Designación y nombre
Designado provisionalmente como 2016 LA7.

## Características orbitales
2016 LA7 está situado a una distancia media del Sol de 2,916 ua, pudiendo alejarse hasta 3,169 ua y acercarse hasta 2,662 ua. Su excentricidad es 0,086 y la inclinación orbital 12,01 grados. Emplea 1819 días en completar una órbita alrededor del Sol.

## Características físicas
La magnitud absoluta de 2016 LA7 es 16,384.